# Mark Kelly (gitarist)
Mark Kelly (Dublin) is een Ierse gitarist en bouzoukispeler
Kelly is geboren en getogen in Dublin. Hij komt uit een gezin waarin zijn moeder jazzzangeres was. Oorspronkelijk had hij veel belangstelling voor rock en jazz en country. In 1975 sloeg dat om in Ierse traditionele muziek. Gaandeweg kwam hij in aanraking met de folkband Altan en werd een van de medewerkers aan de band.

## Discografie
- Altan (1987)
- Horse With A Heart (1989)
- Altan Live (Museum Bochum Germany 15 januari 1989)
- The Red Crow (1990)
- Harvest Storm (1991)
- Island Angel (1993)
- The First Ten Years (1995)
- Blackwater (1996)
- Runaway Sunday (1997)
- The Best of Altan (1997)
- The Best of Altan (The Songs) (2003)
- Another Sky (2000)
- The Blue Idol (2003)
- Local Ground (2005)